# Nguyễn Chí Vịnh
Nguyễn Chí Vịnh (15 tháng 5 năm 1959 – 14 tháng 9 năm 2023), bí danh Năm Vịnh, là sĩ quan cấp cao của Quân đội Nhân dân Việt Nam, hàm Thượng tướng. Ông nguyên là Thứ trưởng Bộ Quốc phòng Việt Nam phụ trách ngoại giao, tình báo, công tác gìn giữ hòa bình. Trong Đảng Cộng sản Việt Nam, ông từng là Ủy viên Ban Chấp hành Trung ương Đảng Cộng sản Việt Nam khóa XI, XII, Ủy viên Thường vụ Quân ủy Trung ương. Ông từng giữ chức vụ Tổng cục trưởng Tổng cục 2, lãnh đạo công tác tình báo quân đội từ năm 2000 đến năm 2009.

## Tiểu sử
Nguyễn Chí Vịnh sinh ngày 15 tháng 5 năm 1959 tại Hà Nội, nguyên quán ở thôn Niêm Phò, xã Quảng Thọ, huyện Quảng Điền, thành phố Huế. Ông là con trai của Đại tướng Nguyễn Chí Thanh. Nguyên tên Đại tướng Nguyễn Chí Thanh là Nguyễn Vịnh, vì vậy về sau ông lấy tên khai sinh của mình đặt tên cho con trai là Nguyễn Chí Vịnh. Mẹ ông là bà Nguyễn Thị Cúc, Thiếu tá, công tác ở Bệnh viện TW Quân đội 108, mất năm 1979. Chị gái ông là Nguyễn Thanh Hà, nguyên Phó Cục trưởng Cục Hàng không Việt Nam, từ 2007 đến nay là Chủ tịch Hội đồng quản trị – Công ty Cổ phần Hàng không Vietjet Air.
Trong giấy tờ lý lịch chính thức ghi ông sinh năm 1957, nhưng thực tế ông sinh năm 1959. Khi được hỏi về việc này, ông giải thích: "Khi tôi xin đi bộ đội thì mới có 17 tuổi, nếu khai tuổi thật người ta không cho nhập ngũ, nên phải khai thêm 2 tuổi. Sau này Đảng và Nhà nước có cho điều chỉnh tuổi, nhưng tôi để vậy không điều chỉnh, kẻo người ta lại nghĩ mình chạy tuổi thì buồn lắm".

## Giáo dục
- Năm 1968 đến 1973, học viên Trường Văn hóa Quân đội - Thiếu sinh quân Nguyễn Văn Trỗi.
- Năm 1973 đến 1974, học sinh Trường Trung học phổ thông Chu Văn An.
- Cuối năm 1974, ông chuyển qua học trường Thường Kiệt nay là Trường Trung học phổ thông Việt Đức – Hà Nội.
- Năm 1976, ông thi đại học được 23,5 điểm trong khi tiêu chuẩn đi nước ngoài là 19,5 điểm.
- Từ tháng 10 năm 1976 đến tháng 8 năm 1977: Chiến sĩ Đoàn 871, học viên Trường Văn hóa, Bộ Quốc phòng.
- Từ tháng 9 năm 1977 đến tháng 10 năm 1979: Học viên khóa 12, sau đó là khóa 13, Khoa Công nghệ Chế tạo máy của Học viện Kỹ thuật Quân sự.
- Từ tháng 11 năm 1979 đến tháng 8 năm 1980: Chiến sĩ d18, Sư đoàn 390, Quân đoàn 1, ông đi rèn luyện thực tế tại đơn vị ở Thanh Hóa.
- Từ tháng 9 năm 1980 đến tháng 7 năm 1984: Học viên Trường Sĩ quan Kỹ thuật Thông tin; đào tạo nghiệp vụ tại Đại học Ngoại ngữ Quân sự nay là Học viện Khoa học Quân sự (1994-1996). Trong thời gian ở Trường sĩ quan Thông tin, ông là đội trưởng đội văn nghệ của trường và được kết nạp Đảng.
- Tháng 7 năm 1984, ông tốt nghiệp thủ khoa Trường sĩ quan Thông tin và được bộ trưởng Văn Tiến Dũng quyết định điều về đoàn 871, nhằm chuẩn bị đi học chỉ huy kỹ thuật tác chiến điện tử ở Liên Xô. Xác định chưa đủ tiêu chuẩn ngoại ngữ để đi, ông đề nghị được đi chiến trường Campuchia.
- Năm 2003, bảo vệ thành công Luận án Tiến sĩ chuyên ngành Quan hệ Quốc tế.
- Ngày 27 tháng 4 năm 2010: Tiến sĩ Nguyễn Chí Vịnh được Hội đồng Chức danh Giáo sư Nhà nước trao học hàm Phó Giáo sư chuyên ngành Quan hệ Quốc tế.
- Tháng 10 năm 2013, Tiến sĩ Nguyễn Chí Vịnh được Hội đồng Chức danh Giáo sư nhà nước công nhận học hàm Giáo sư chuyên ngành khoa học quân sự.[6]

## Sự nghiệp
- Từ tháng 8 năm 1984 đến tháng 8 năm 1988. Trợ lý nghiệp vụ Phòng 3 - phụ trách công tác xét hỏi - phản tình báo, Đoàn 817, Cục Nghiên cứu, Bộ Tổng Tham mưu, tham gia thực hiện nhiệm vụ tại Campuchia. Ra trường vì là con lãnh đạo, lẽ ra được đặc cách du học Liên Xô nhưng ông từ chối, xung phong đi chiến trường Campuchia. Dưới sự quan tâm của một số lãnh đạo cấp cao, ông được điều về phòng tình báo của Bộ Tư lệnh 719 tại Campuchia thay vì làm lính thông tin ở Sư đoàn 330 của đại tá Phạm Văn Trà[7]. Năm 1986, ông kết hôn cùng bà Đặng Thị Minh Ngọc là con gái ông Vũ Chính - lãnh đạo lực lượng tình báo tại Campuchia.
- Từ tháng 9 năm 1988 đến tháng 6 năm 1989: ông được cử đi đào tạo nghiệp vụ tại Học viện Tình báo Liên Xô.
- Từ tháng 7 năm 1989 đến tháng 8 năm 1993: Phó Trưởng phòng 3 kiêm đội trưởng đội đặc nhiệm, Đoàn 817, Cục Nghiên cứu, Bộ Tổng Tham mưu. Trong năm 1990, ông phụ trách tổ công tác của đơn vị tại Biên giới Phía bắc - tham gia nhiệm vụ bình thường hóa quan hệ với Trung Quốc. Năm 1992, ông phụ trách việc thâm nhập thành công vào lực lượng Liên Hợp quốc trong UNTAC, tạo chỗ đứng của tình báo tại địa bàn Campuchia trong giai đoạn mới.
- Từ tháng 9 năm 1993 đến tháng 12 năm 1994: Trưởng phòng 9, Cục 12, Tổng cục II, Bộ Quốc phòng.
- Từ tháng 01 năm 1995 đến tháng 10 năm 1999: Phó Cục trưởng Cục 12 (tháng 5 năm 1995), Cục Trưởng Cục 12 (1996), Tổng cục II, Bộ Quốc phòng. Trong giai đoạn này, ông tham gia thành lập lực lượng Tình báo Ngoài nước và Tình báo Công nghệ (Cục 15), ông còn là chỉ huy trực tiếp của chiến dịch tình báo giúp chính quyền  thủ tướng Hunsen trong cuộc chính biến 1997. Tổ này sau này được phong anh hùng.[8]
- Năm 1998, ông dẫn đầu đoàn công tác đi Nam Tư, trong thời điểm NATO đang can thiệp quân sự, để tìm hiểu hình thức tác chiến của phương tây nhằm chuẩn bị cho chiến tranh hiện đại. Tại đây ông tiếp cận được cựu tổng thống Nam Tư Slobodan Milošević.
- Từ tháng 11 năm 1999: Phó Tổng Cục trưởng Tổng cục II, ông được thăng hàm Thiếu tướng (tháng 2 năm 2002).
- Tháng 6 năm 2000 ông được bổ nhiệm giữ chức Tổng cục trưởng Tổng cục 2, Bộ Quốc phòng.[2] Ông là người góp phần lớn trong việc giữ vững sự tồn tại và phát triển của Tổng cục II, Bộ Quốc phòng. Trong thời gian đảm nhiệm cương vị Tổng cục trưởng Tổng cục 2 (2000 – 2009), nhiều đơn vị dưới quyền được Nhà nước phong tặng danh hiệu Anh hùng Lực lượng Vũ trang Nhân dân và nhiều danh hiệu cao quý khác.[9]
- Tháng 12 năm 2004, ông được thăng quân hàm Trung tướng Quân đội nhân dân Việt Nam.
- Tháng 3 năm 2009, ông được bổ nhiệm giữ chức vụ Thứ trưởng Bộ Quốc phòng[10][11] kiêm Tổng cục trưởng Tổng cục Tình báo Quốc phòng.[6]
- Tháng 8 năm 2009: ông thôi kiêm nhiệm chức vụ Tổng cục trưởng Tổng cục II.
- Tháng 12 năm 2011, ông được thăng quân hàm Thượng tướng Quân đội nhân dân Việt Nam.[6]
- Tại Đại hội đại biểu toàn quốc lần thứ XI của Đảng, ông được bầu vào Ban Chấp hành Trung ương Đảng Cộng sản Việt Nam khóa XI.[12]
- Ngày 26 tháng 1 năm 2016, tại Đại hội đại biểu toàn quốc lần thứ XII của Đảng, ông tái đắc cử Ủy viên Ban Chấp hành Trung ương Đảng Cộng sản Việt Nam khóa XII.[13]
- Ngày 29 tháng 4 năm 2016, ông được Bộ Chính trị chỉ định tham gia Thường vụ Quân ủy Trung ương.
- Ngày 20 tháng 2 năm 2017, theo Quyết định 249/QĐ-TTg, Thủ tướng Nguyễn Xuân Phúc đã bổ nhiệm lại Thượng tướng Nguyễn Chí Vịnh giữ chức vụ Thứ trưởng Bộ Quốc phòng.[14]
- Ngày 1 tháng 6 năm 2021, Thủ tướng Chính phủ ký Quyết định số 838/QĐ-TTg về việc Thượng tướng Nguyễn Chí Vịnh, Ủy viên Trung ương Đảng khóa XII, thôi giữ chức vụ Thứ trưởng Bộ Quốc phòng kể từ ngày ký.[15]
- Ngày 7 tháng 12 năm 2021, Bộ Quốc phòng tổ chức hội nghị công bố, trao quyết định nghỉ hưu từ ngày 1 tháng 12 cho ông và 5 Ủy viên Trung ương Đảng khác, đồng thời công bố quyết định tặng thưởng cho ông Huân chương Độc lập hạng Nhất - huân chương cao thứ 3 trong danh sách huân chương khen thưởng.[16]Trung tướng Nguyễn Chí Vịnh và Thiếu tướng Phạm Minh Chính, Tháng 4 năm 2010.

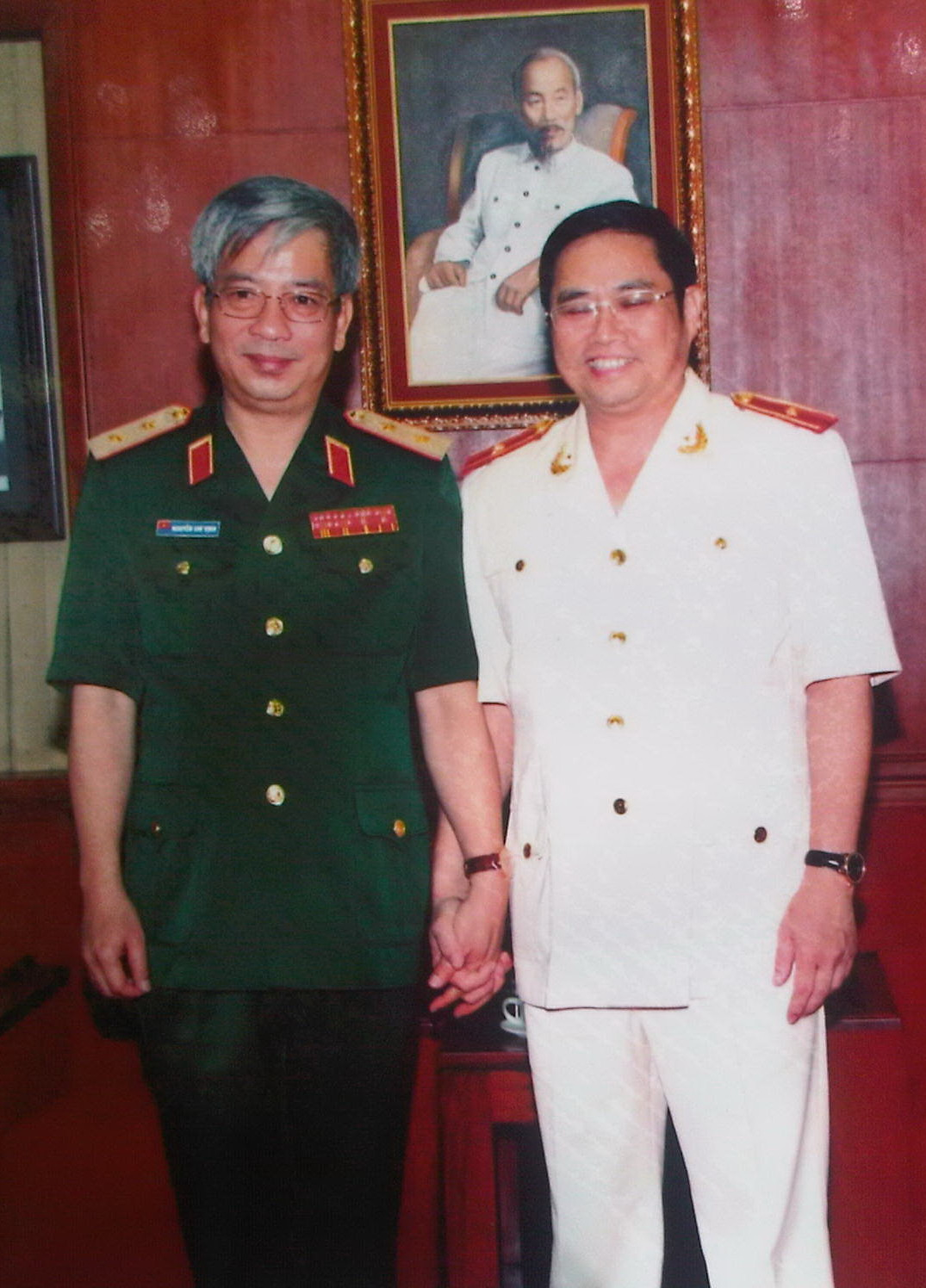
Trung tướng Nguyễn Chí Vịnh và Thiếu tướng Phạm Minh Chính, Tháng 4 năm 2010.

## Đóng góp
- Trong 12 năm làm Thứ trưởng Quốc phòng, ông Vịnh có nhiều đóng góp thúc đẩy đối ngoại quốc phòng Việt Nam phát triển như cử lực lượng tham gia gìn giữ hòa bình Liên Hợp Quốc; tổ chức các chuỗi hội nghị quốc phòng - quân sự ASEAN... Ông từng nói công thức đối ngoại thành công nhất là khi cả hai bên cùng thắng. Nếu chỉ nghĩ đến lợi ích của mình thì sẽ thất bại, nhưng nếu không bảo vệ lợi ích của mình thì sẽ có hại cho đất nước.
- Hiểu sâu sắc tầm quan trọng của quan hệ với các nước láng giềng có chung biên giới, tướng Vịnh đã tham mưu để Bộ Quốc phòng Việt Nam và Bộ Quốc phòng Trung Quốc tổ chức thành công Giao lưu hữu nghị quốc phòng biên giới lần đầu tiên ở cấp Thứ trưởng Quốc phòng vào tháng 3/2014. Sau đó, cơ chế hợp tác này được nâng lên cấp Bộ trưởng Quốc phòng và diễn ra hằng năm, tạo đột phá trong quan hệ quốc phòng Việt Nam - Trung Quốc nói riêng và quan hệ giữa hai nước nói chung.
- Thượng tướng Nguyễn Chí Vịnh thường xuyên lên tiếng về những vấn đề gai góc. Ông nhiều lần khẳng định, các nước lớn phải tôn trọng luật chơi của ASEAN và không nước nào có thể buộc Việt Nam chọn bên:"Không ai và không nước nào có thể bắt Việt Nam phải chọn bên vì chúng tôi độc lập, tự chủ, giành và giữ độc lập bằng sức của mình"- Thượng tướng Nguyễn Chí Vịnh trả lời VnExpress nhân kỷ niệm 75 năm Cách mạng tháng Tám và Quốc khánh 2/9 vào năm 2020.[17]Ông khẳng định "Không một ai ở đất nước này có suy nghĩ rời bỏ hoặc nhân nhượng về chủ quyền, đặc biệt là những nhà lãnh đạo. Nếu để mất Biển Đông thì quân đội Việt Nam, các nhà lãnh đạo sẽ có tội với đất nước. Trong quân đội, từ trên xuống dưới, đều coi Biển Đông là sống còn. Chủ quyền lãnh thổ là điều chúng ta tuyệt đối không bao giờ buông tay."[18]
- Thượng tướng Nguyễn Chí Vịnh là người có hiểu biết sâu sắc về tầm quan trọng của quan hệ với các nước láng giềng có chung biên giới của Việt Nam. Ông luôn chăm chút cho những mối quan hệ này, cố gắng tăng đồng thuận, giảm bất đồng.Trong mắt báo chí và giới ngoại giao phương Tây, Thượng tướng Nguyễn Chí Vịnh còn được miêu tả với hình ảnh ẩn dụ về một con cáo bạc khôn ngoan của Hà Nội bởi chính tài năng, sự thâm trầm và khéo léo được tôi luyện cùng nhiều diễn biến lịch sử của đất nước.[19]
- Ngoài ra, Thượng tướng Nguyễn Chí Vịnh là người có đóng góp trong việc triển khai dự án tẩy độc dioxin ở sân bay Đà Nẵng, góp phần thúc đẩy quan hệ Việt Nam - Mỹ "hàn gắn quá khứ, hướng tới tương lai".[20]

## Quan điểm

### Chính sách quốc phòng
Thượng tướng Nguyễn Chí Vịnh là người đầu tiên phát biểu công khai về chính sách quốc phòng "3 không" của Việt Nam vào năm 2010 (không liên minh, liên kết; không đi với nước này chống nước kia; không cho bất cứ nước nào đặt căn cứ quân sự ở Việt Nam). Ông đã tham mưu với Quân ủy Trung ương, Bộ Quốc phòng xây dựng, đưa Cảng Quốc tế Cam Ranh vào hoạt động, trở thành biểu tượng cụ thể về chính sách quốc phòng "4 không" hiện nay của Việt Nam (không liên minh quân sự, không đi theo nước này chống nước kia, không cho nước ngoài đặt căn cứ quân sự ở Việt Nam để chống lại nước khác và không dùng vũ lực, đe dọa hòa bình trong quan hệ quốc tế).

### Chiến tranh Nga và Ukraine
Tướng Vịnh nhấn mạnh chủ trương của Việt Nam là "không tham gia bên này để chống bên kia". Tuy nhiên, ông cho rằng "những quốc gia theo đuổi đường lối sử dụng bạo lực để giành giật lấy lợi ích không chính đáng sẽ phải trả giá."

## Qua đời

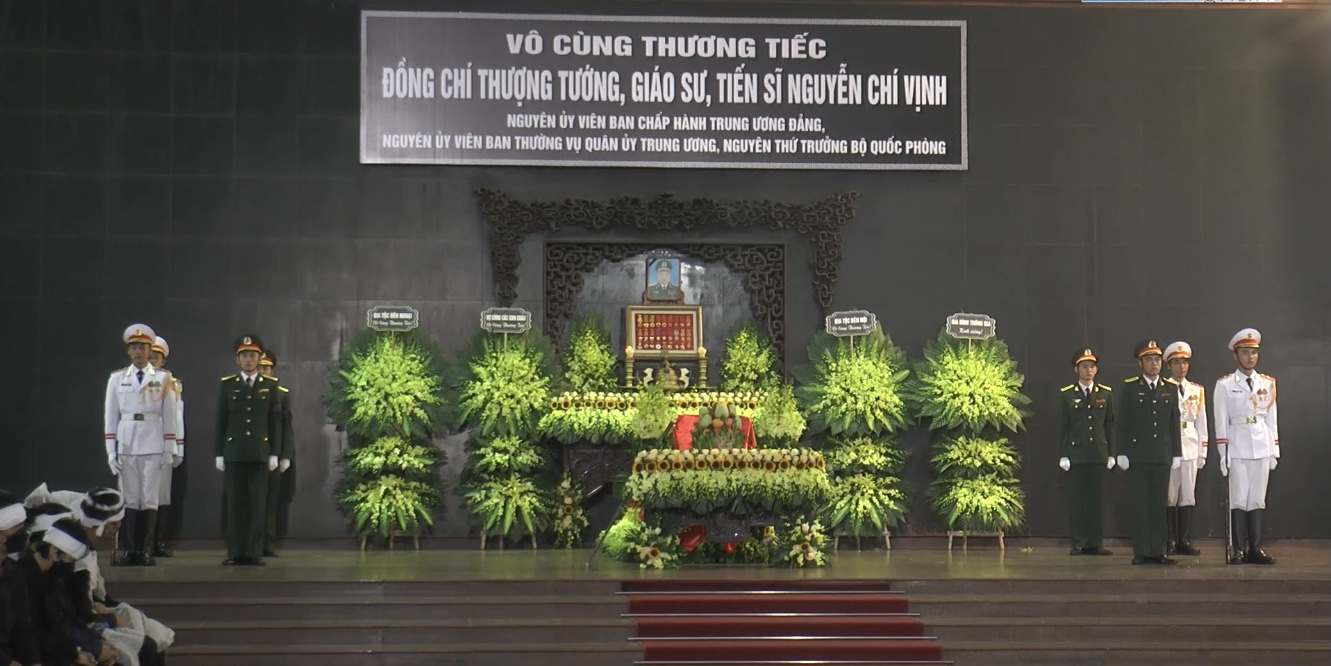
Lễ tang Thượng tướng Nguyễn Chí Vịnh tại nhà tang lễ quốc gia

Ông qua đời vào lúc 1 giờ 17 phút ngày 14 tháng 9 năm 2023 tại Hà Nội do mắc căn bệnh ung thư, hưởng thọ 64 tuổi. Lễ viếng được tổ chức theo nghi thức Lễ tang cấp cao từ 7 giờ đến 12 giờ 30 phút ngày 18 tháng 9 năm 2023; lễ truy điệu hồi 12 giờ 30 phút, lễ đưa tang hồi 13 giờ 5 phút, lễ an táng hồi 17 giờ 15 phút cùng ngày tại Nghĩa trang Công viên Thiên Đức (nằm ở xã Bảo Thanh, huyện Phù Ninh, tỉnh Phú Thọ). Trưởng ban Tổ chức Lễ tang là Đại tướng Phan Văn Giang - Uỷ viên Bộ Chính trị, Phó Bí thư Quân uỷ Trung ương, Bộ trưởng Bộ Quốc phòng.

## Lịch sử thụ phong quân hàm
| Năm thụ phong | 1983     | 1985      | 1986   | 1987     | 1989     | 1991      | 1995   | 2002        | 2004        | 2011         |  |
| ------------- | -------- | --------- | ------ | -------- | -------- | --------- | ------ | ----------- | ----------- | ------------ |  |
| Quân hàm      |          |           |        |          |          |           |        |             |             |              |  |
| Cấp bậc       | Trung úy | Thượng úy | Đại úy | Thiếu tá | Trung tá | Thượng tá | Đại tá | Thiếu tướng | Trung tướng | Thượng tướng |  |
|               |          |           |        |          |          |           |        |             |             |              |  |

## Trích dẫn
| “ | Càng căng thẳng thì càng phải độc lập tự chủ. Càng căng thẳng thì càng không bao giờ để kéo vào những liên minh với nước này để chống nước khác. Đó là nguyên tắc không chỉ bây giờ mà còn từ xưa trong việc bảo vệ tổ quốc. Việt Nam là bạn, là đối tác nhưng không tham gia liên minh quân sự. | ” |

| “ | Việt Nam không trung lập, Việt Nam độc lập | ” |

| “ | Quân đội Việt Nam không thể nói có chuyện đi trấn áp Nhân dân, không thể có chuyện vô cảm trước đau khổ của người dân và không thể có chuyện đứng ngoài khi người dân gặp khó khăn. Trong thời bình, khi thấy tính mạng dân bị đe dọa thì quân đội phải hành động để giúp dân | ” |

| “ | Dân tộc Việt Nam nhận thức sâu sắc về Hòa bình thực sự là chỉ khi chúng ta có độc lập dân tộc, toàn vẹn lãnh thổ. Nhân dân Việt Nam không chấp nhận hòa bình trong nô lệ. Chúng ta có khát vọng Hòa bình, Độc lập tự do như vậy. Đất nước bị xâm hại thì toàn dân cầm súng. Cha chưa đánh hết thì đánh đến đời con, đời con chưa đánh được, đánh đến đời cháu bao giờ có Độc lập, Tự do thì thôi | ” |

| “ | Tôi chưa dám nhận mình là Tướng, mà chỉ là người được mang quân hàm Tướng! Để xứng đáng với nó, tôi phải không ngừng cống hiến cho đất nước và quân đội, dù ở bất kỳ vị trí nào | ” |

| “ | Mọi thứ có thể đánh đổi để có hòa bình, nhưng có một giá trị không thể đánh đổi là chủ quyền đất nước, là quyền được sống trong độc lập tự do | ” |

## Tác phẩm
- Cuốn tự truyện Người thầy. Đây là tác phẩm văn học đầu tay của Thượng tướng Nguyễn Chí Vịnh viết về ông Ba Quốc - Thiếu tướng Đặng Trần Đức, Anh hùng Lực lượng vũ trang, người thầy tình báo mà tác giả vô cùng yêu quý, biết ơn, khâm phục và kính trọng.[30]
- Tác phẩm Những câu chuyện về Đại Tướng Nguyễn Chí Thanh. Nhà xuất bản Quân đội nhân dân phát hành năm 2024 [31]
- Ấn phẩm Đại tướng Nguyễn Chí Thanh - nhà lãnh đạo xuất sắc của Đảng, vị tướng tài ba của Quân đội nhân dân Việt Nam. Nhà xuất bản Chính trị Quốc gia Sự thật.[31]
- Hồi ký Hành trình vì hoà bình. Nhà xuất bản Quân đội nhân dân phát hành tháng 1 năm 2025.[32]
- NGHIÊN CỨU ĐỐI SÁCH CỦA VIỆT NAM VÀ CÁC NƯỚC TRONG KHU VỰC TRƯỚC CHIẾN LƯỢC CHÂU Á - THÁI BÌNH DƯƠNG CỦA HOA KỲ - Sách chuyên khảo.

## Khen thưởng

### Huân chương trong nước
- Huân chương Độc lập hạng Nhất.[33]
- Huân chương Quân công hạng Nhất.
- 2 Huân chương Quân công hạng Nhì.
- 2 Huân chương Quân công hạng Ba.
- Huân chương Bảo vệ Tổ quốc hạng Nhất.
- Huân chương Chiến công hạng Nhất.
- Huân chương Chiến công hạng Nhì.
- Huân chương Chiến công hạng Ba.
- Huân chương Lao động hạng Ba.
- Huy chương Quân kỳ quyết thắng.
- Huân chương Chiến sĩ vẻ vang hạng Nhất.
- Huân chương Chiến sĩ vẻ vang hạng Nhì.
- Huân chương Chiến sĩ vẻ vang hạng Ba.
- Huy hiệu 40 năm tuổi Đảng cùng nhiều danh hiệu, phần thưởng cao quý khác.

### Huân chương nước ngoài
- Huân chương Bảo vệ Tổ quốc hạng Nhất, Nhì của Campuchia.[18]
- Huân chương Hoàng gia Sahametrei hạng Nhất (Đại thập tự) của Vương quốc Campuchia.[18]
- Huân chương Hữu nghị của Liên bang Nga (2019).[34]
- Huân chương Mặt trời mọc Tia sáng vàng và ruy băng cổ của Nhật Bản (2021).[35]
- Huân chương Antonio Maceo của Cộng hòa Cuba.[36]
- Huân chương Tự do (Isala) hạng Nhất, Nhì của Nhà nước CHDCND Lào.[37]
- Huân chương Anh dũng hạng Nhì của Nhà nước CHDCND Lào.[38]